# Empetrichthys
Empetrichthys es un género de peces actinopeterigios de agua dulce, distribuidos por ríos de América del Norte.

## Especies
Existen solamente dos especies reconocidas en este género:
- Empetrichthys latos Miller, 1948
- Empetrichthys merriami Gilbert, 1893